# Pierre Kartner
Petrus Antonius Laurentius Kartner, detto Pierre, noto anche con lo pseudonimo di Vader Abraham o Lord Wanhoop (Elst, 11 aprile 1935 – Breda, 8 novembre 2022), è stato un cantante, compositore, paroliere e produttore discografico olandese, considerato l'artista di maggiore successo del suo Paese.
È noto a livello internazionale, tra l'altro, come l'autore e l'interprete del brano 't Smurfenlied, incentrato sulle figure immaginarie dei Puffi, brano da lui stesso reinterpretato in altre lingue e successivamente inciso da altri artisti.  Nel corso della sua carriera scrisse inoltre brani per numerosi artisti quali Christoff, Ben Cramer, Joe Dassin,  Jacques Herb, Corry Konings,  Nana Mouskouri, Patricia Paay, Wilma, ecc. e numerosi artisti hanno inciso brani da lui scritti o delle cover dei suoi brani.

## Biografia

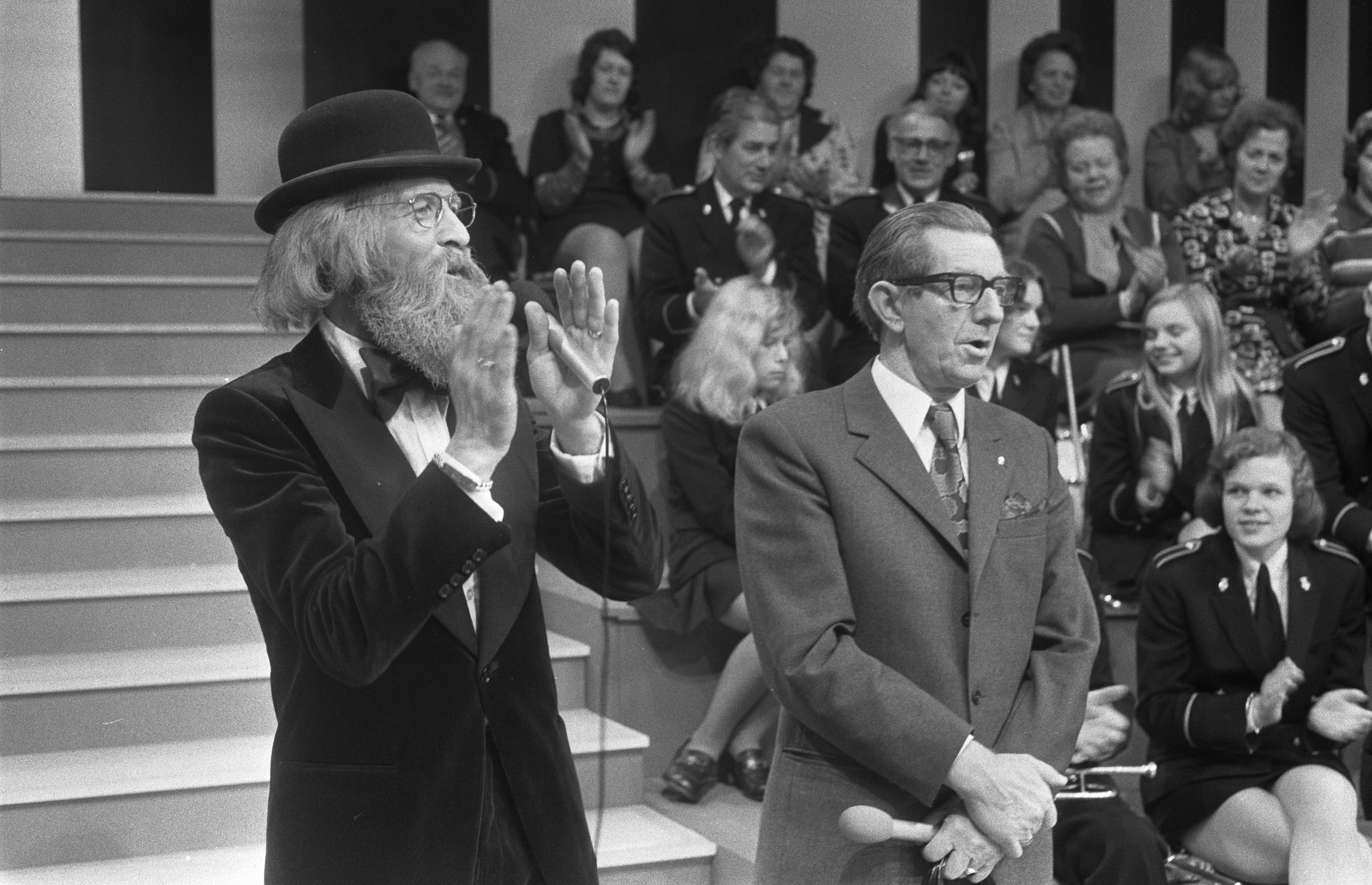
Pierre Kartner assieme al politico e cantante Hendrik Koekoek nel 1974

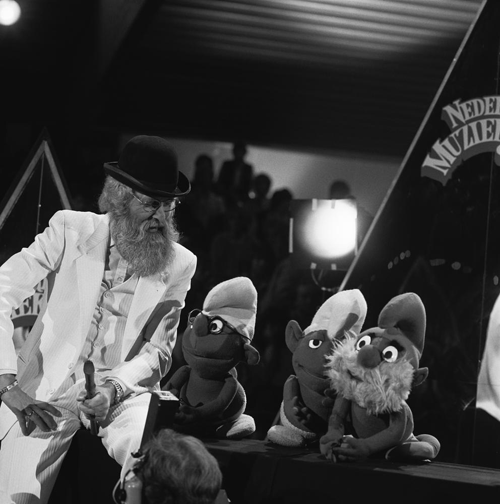
Pierre Kartner con pupazzi raffiguranti i Puffi nel 1983

Petrus Antonius Laurentius Kartner nasce a Elst, in Gheldria, l'11 aprile 1935. È l'ultimo di quattro fratelli e il padre è di lontane origini austriache.
All'età di otto anni, partecipa a un concorso canoro indetto da radio AVRO, dove interpreta il brano di Bobbejaan Schoepen Ik wou dat ik een krekel was, aggiundicandosi il primo premio. In seguito, all'inizio degli anni sessanta, forma assieme a Dimitri "Jan" van Toren e Jaap Goedèl il gruppo The Headlines, gruppo che poi cambierà il proprio nome in The Lettersets.
Dedicatosi poi alla carriera da solista, nel 1967 pubblica come Pierre Kartner il suo primo album, intitolato Ik wil nog even met je praten. L'anno seguente, adotta il nome d'arte di Lord Wanhoop, con il quale pubblica il singolo Bij Lily Marleen kijk je zomaar door haar kanten bloesje heen op, disco che non riscuote un gran successo.
Forma poi nel 1969 assieme a Annie de Reuver il duo X, con il quale pubblica tre singoli che si piazzano nella Top 40. L'anno seguente, compone per il gruppo Corry en de Rekels Huilen is voor jou te laat, che rimarrà il singolo più venduto nei Paesi Bassi fino al 1994, quando sarà superato da Dromen zijn bedrog, cover di Storie di tutti i giorni di Riccardo Fogli incisa da Marco Borsato.
Nel 1972 pubblica il suo primo album con lo pseudonimo di Vader Abraham, album che si intitola Vader Abraham met zijn zonen.  Tra il 1973 e il 1974 pubblica poi il singolo di Bedankt lieve ouders (che si piazza ai margini della Top 20 delle classifiche dei Paesi Bassi) e, assieme al politico Hendrik Koekoek alias Boer Koekoek il singolo Den uyl is in den olie.
Nel 1975 pubblica il singolo In 't kleine café aan de haven, che raggiunge la Top 20 delle classifiche nei Paesi Bassi. Il brano verrà poi ridadattato in varie lingue e reinterpretato da altri artisti.
Due anni dopo, viene incaricato da Harry Thomas di scrivere la sigla di un nuovo cartone animato incentrato sulle figure dei Puffi: il singolo 't Smurfenlied, inciso dallo stesso Pierre Kartner raggiunge il primo posto delle classifiche nei Paesi Bassi, vendendo circa 400.000 copie nei Paesi Bassi, e regalerà all'artista la fama internazionale, grazie alle cover in varie lingue. Contemporaneamente all'uscita del singolo, esce anche l'album In Smurfenland, che pure raggiunge il primo posto delle classifiche nei Paesi Bassi , vendendo circa 500.000 copie.
Nel 1983, Pierre Kartner è tournée in vari Paesi, tra cui il Messico dove, dopo un concerto davanti a 150.000 persone che sie tiene il 1º maggio di quell'anno, viene eletto l'artista più popolare in quel Paese. Ad inizio anni novanta, inizia poi una pluriennale collaborazione con l'emittente radiofonica Holland FM, per la quale conduce il programma Voor de baard weg.
Nel 2009 scrive per il cantante belga Christoff il brano Ga nooit meer van huis e per Frans Duijts i brani dell'album di Jij denkt dat je alles mag van mij. Dieci anni dopo, pubblica il suo ultimo singolo, intitolato Zonder boeren geen eten.
Muore a Breda l'8 novembre 2022, all'età di 87 anni, a causa di un tumore osseo.

## Discografia  parziale

### Album
- 1967 – Ik wil nog even met je praten
- 1972 – Vader Abraham met zijn zonen
- 1973 – Veel Liefs van Vader Abraham
- 1973 – Vader Abraham en z'n goede zonen
- 1973 – Zo is het leven
- 1977 – In Smurfenland
- 1981 – De wonderlijke Wuppie wereld
- 1990 – Together Forever
- 1993 – Vader Abraham totaal
- 1994 – Lach naar de wolken
- 1995 – 25 Jaar: Zijn 36 grootste successen
- 1996 – 25 Jaar: Zijn 36 grootste successen
- 2000 – 30 jaar Vader Abraham
- 2015 – Gefeliciteerd Vader Abraham! - 80 jaar

### Singoli
- 1973 – Bedankt lieve ouders
- 1975 – In 't kleine café aan de haven
- 1977 – 't Smurfenlied

## Premi e nomination
- 1975 – Leone di bronzo di Radio Luxemburg
- 1979 – Goldene Europa